# William Peden
William John „Torchy“ Peden (* 16. April 1906 in Victoria; † 30. Januar 1980 in Northbrook) war ein kanadischer Bahnradsportler. Er gilt als einer der besten kanadischen Radrennfahrer aller Zeiten.
Als Jugendlicher war William Peden ein sportlicher Allrounder und betrieb erfolgreich Eishockey, Baseball und Schwimmen. Mit 20 Jahren konzentrierte er sich auf den Radsport und startete 1928 bei den Olympischen Spielen in Amsterdam in drei Disziplinen: im Straßenrennen, im Mannschaftszeitfahren sowie in der Mannschaftsverfolgung, allerdings ohne vordere Plätze zu belegen. Zudem gewann er als Amateur fünf kanadische Meistertitel.
Kurz nach den Olympischen Spielen trat Peden zu den Profis über, fuhr fortan hauptsächlich Sechstagerennen und wurde zu einem der höchstbezahlten Sportstars seines Landes. Er war eine beeindruckende Erscheinung: 1,90 Meter groß, 100 kg schwer, mit flammend roten Haaren, weshalb er „Torchy“ (engl. torch = Fackel) genannt wurde. Er war als Nachfolger von Piet van Kempen der „Boss“ auf der Bahn, von seinen Kollegen mehr respektiert als geliebt, aber beliebt beim Publikum wegen seiner Ausstrahlung und kleiner Showeinlagen.
Peden startete bis 1942 bei insgesamt 126 Sechstagerennen, von denen er 38 gewann, 118 beendete er. Damit liegt er auf dem 12. Platz der Sechstage-Rangliste. Bis heute hält er den Rekord von zehn in einem Jahr (1932) gewonnenen Rennen. 1929 stellte er einen Geschwindigkeitsrekord auf dem Rad auf (130,3 km/h), der zwölf Jahre lang Bestand hatte, und 1931 einen weiteren hinter Schrittmacher über die Meile von 73,5 mph. 1932 sowie 1936 betreute er außerdem das kanadische Olympia-Radsportteam.
William Peden war ein Bruder des zehn Jahre jüngeren Radrennfahrers und Basketballspielers Douglas Peden, mit dem er gemeinsam auch sechs Sechstagerennen gewann.
Nach seinem Rücktritt vom Radsport eröffnete Peden ein Sportgeschäft in Chicago. Er galt als Experte für Schlittschuhe und war als solcher für das NHL-Team von Chicago tätig.
1955 wurde Torchy Peden in „Canada’s Sports Hall of Fame“ aufgenommen, 1966 in die „BC Sports Hall of Fame“. Bei einer Wahl zum „Kanadischen Radsportler des Jahrhunderts“ der Zeitschrift Canadian Cyclist im Jahr 1999 belegte er Platz drei hinter Alison Sydor und Steve Bauer. Er hat dieselben familiären Wurzeln in Schottland wie der australisch-neuseeländische Bahnradfahrer Anthony Peden.